# Secenans
Secenans település Franciaországban, Haute-Saône megyében. Lakosainak száma 188 fő (2022. január 1.). Secenans Crevans-et-la-Chapelle-lès-Granges, Gémonval, Granges-la-Ville, Granges-le-Bourg, Senargent-Mignafans és Belles-Fontaines községekkel határos.

## Népesség
A település népessége az elmúlt években az alábbi módon változott:
| Lakosok száma | 170  | 176  | 185  | 178  | 178  | 178  | 182  | 184  | 188  |
|               | 2013 | 2015 | 2016 | 2017 | 2018 | 2019 | 2020 | 2021 | 2022 |